# Кірсова
Кі́рсова (Кірсово, Башкюю, рум. Chirsova) — село Комратського округу Гагаузії Молдови, утворює окрему комуну.
Село розташоване на річці Великий Ялпуг. Ґрунти суглинкові та чорноземи. Клімат континентальний, рання весна, тепла і довга осінь, м'яка та сніжна зима. Температури січня −10 °C, липня +25 °C, річна кількість опадів 420 мм. Із сільськогосподарських культур вирощується пшениця, жито, ячмінь, кукурудза, горох, тютюн, виноград.
Село засноване в 1811 році болгарами-переселенцями.
В селі народився Іван Крістіогло — голова парламенту Гагаузії.
Населення утворюють в основному болгари  — 3326 осіб, живуть також гагаузи — 3128, молдовани — 156, росіяни — 119, українці — 98, цигани — 9, румуни — 1, інші — 24.

## Відомі люди
- Сергій Георгієв — молдовський футболіст